# 维拉尔
维拉尔（法語：Villars，法語發音：[vilaʁ]），法国东南部城市，奥弗涅-罗讷-阿尔卑斯大区卢瓦尔省的一个市镇，隶属于圣艾蒂安区，其市镇面积为5.72平方公里，2022年1月1日时人口数量为7,705人，在法国城市中排名第1,318位。
维拉尔位于卢瓦尔省南部，省会圣艾蒂安市区西北部，是圣艾蒂安的一个近郊卫星城，A72高速公路与圣艾蒂安环城公路在此交汇，圣艾蒂安公交12、16、17路经过其境内。

## 地名来源
“维拉尔”是一个常见的法语地名通名，该名称来源于拉丁语单词“villaris”，意为“田野里的屋舍”。

## 历史
根据当地官方网站的论述，维拉尔最初于1173年被记载，彼时福雷伯国正从里昂公国中独立出来。中世纪中后期，维拉尔长期为一处普通农业村落，先后被屈尔尼约（Curnieu）、马特翁（Mathevon）等家族控制。16世纪时，当地曾出现绣花纺织作坊。法国大革命后，维拉尔成为一个罗讷-卢瓦尔省的一个市镇，该省于1793年一分为二，维拉尔被划入卢瓦尔省内。工业革命期间，维拉尔所在区域发现了大量煤炭资源，并自19世纪初开始得到大规模的开采。维拉尔也因此形成矿工居民区，人口数量快速增加。1867年10月11日和1942年1月21日，维拉尔境内的沙纳煤矿（Chana）两次发生特大矿难事故，分别造成39人和65人遇难。20世纪80年代，维拉尔境内的煤炭开采活动逐渐停止，部分矿井设施被保留至圣艾蒂安煤炭博物馆内。2006年，维拉尔镇中心的圣洛朗教堂得到大规模的翻新。

## 地理

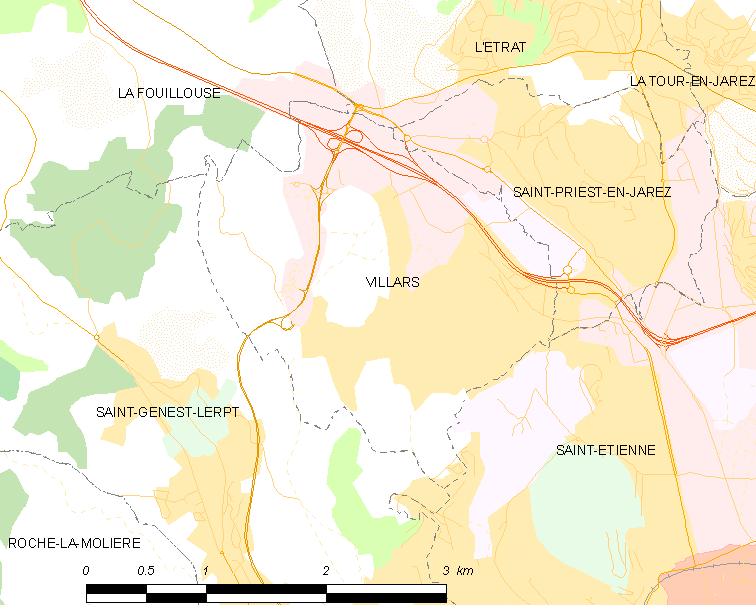
维拉尔市镇范围地图

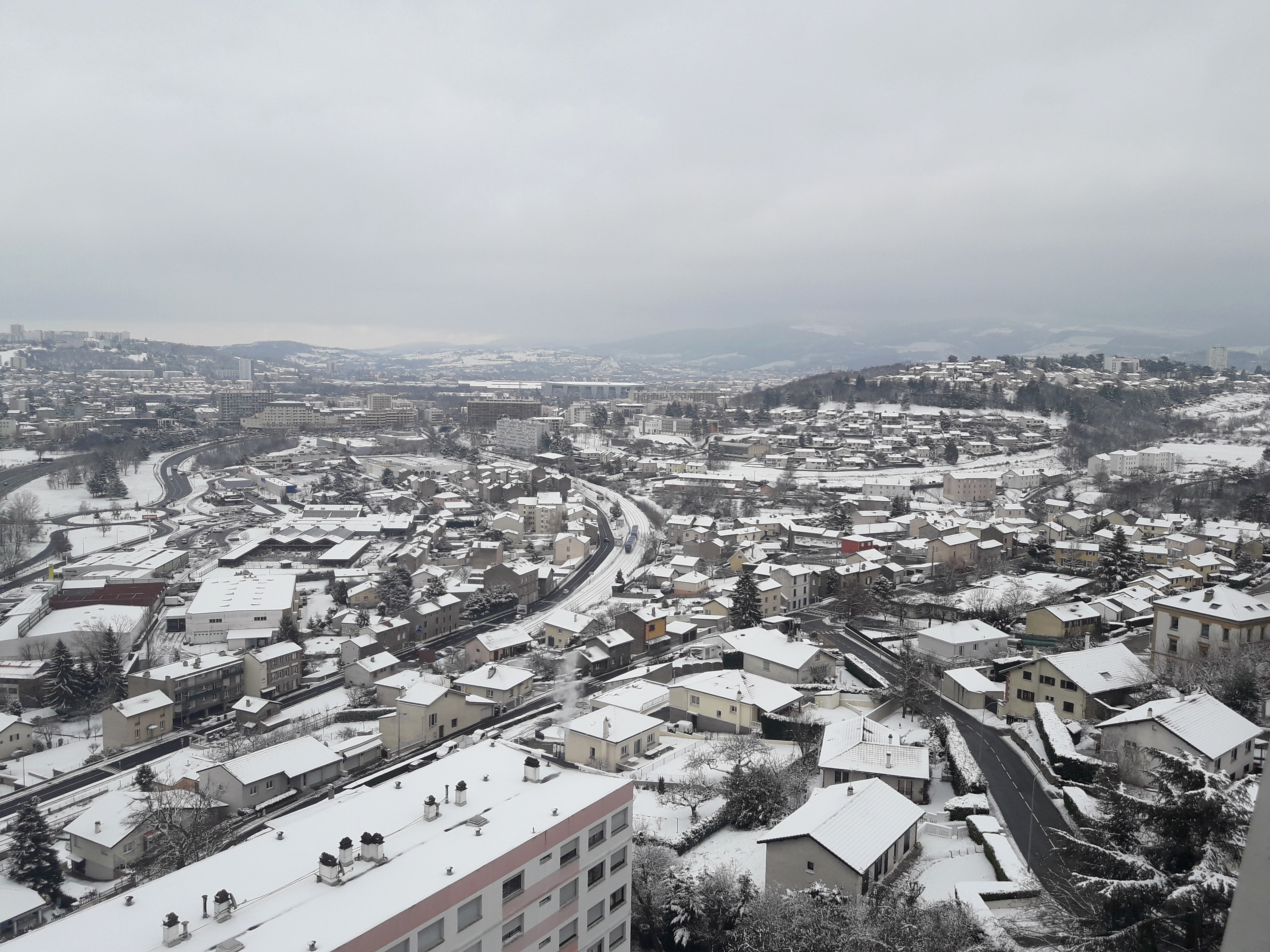
维拉尔附近冬季雪景

维拉尔位于法国东南部，奥弗涅-罗讷-阿尔卑斯大区中西部和卢瓦尔省南部，距离省会圣艾蒂安大约7公里。与维拉尔接壤的市镇包括：拉富尤斯、莱特拉、圣艾蒂安、圣热内莱尔、雅雷地区圣普列斯特。

### 地形
维拉尔位于法国中央高原东部腹地，境内以丘陵为主，部分区域地势较为明显，全境海拔在428到600米之间。

### 水文
维拉尔位于卢瓦尔河流域，里约德莱河（Le Rieudelet）自南向北流经市镇范围西界，除此之外维拉尔境内无大型天然地表径流分布。

### 植被
维拉尔属于温带阔叶混交林区，部分海拔较高的地区亦有少量针叶林分布，林地散落分布于市镇范围内的多个街区。
在鲜花城市的评比中，维拉尔被评为1星级鲜花城市。

### 气候
维拉尔在柯本气候分类法中属于带有温带海洋性气候及地中海气候特征的山地气候，因其距离海岸线相对较远，故又有一定的大陆性特征。
距离维拉尔最近的常年气象站位于昂德雷济约-布泰翁境内，以下为该气象站的数据：
| 昂德雷济约-布泰翁1981年－2019年 | 昂德雷济约-布泰翁1981年－2019年 | 昂德雷济约-布泰翁1981年－2019年 | 昂德雷济约-布泰翁1981年－2019年 | 昂德雷济约-布泰翁1981年－2019年 | 昂德雷济约-布泰翁1981年－2019年 | 昂德雷济约-布泰翁1981年－2019年 | 昂德雷济约-布泰翁1981年－2019年 | 昂德雷济约-布泰翁1981年－2019年 | 昂德雷济约-布泰翁1981年－2019年 | 昂德雷济约-布泰翁1981年－2019年 | 昂德雷济约-布泰翁1981年－2019年 | 昂德雷济约-布泰翁1981年－2019年 | 昂德雷济约-布泰翁1981年－2019年 |
| 月份                            | 1月                             | 2月                             | 3月                             | 4月                             | 5月                             | 6月                             | 7月                             | 8月                             | 9月                             | 10月                            | 11月                            | 12月                            | 全年                            |
| ------------------------------- | ------------------------------- | ------------------------------- | ------------------------------- | ------------------------------- | ------------------------------- | ------------------------------- | ------------------------------- | ------------------------------- | ------------------------------- | ------------------------------- | ------------------------------- | ------------------------------- | ------------------------------- |
| 历史最高温 °C（°F）             | 20 (68)                         | 23.2 (73.8)                     | 26.4 (79.5)                     | 28.8 (83.8)                     | 33.7 (92.7)                     | 38 (100)                        | 41.1 (106.0)                    | 39.3 (102.7)                    | 36 (97)                         | 29.2 (84.6)                     | 25.2 (77.4)                     | 20.2 (68.4)                     | 41.1 (106.0)                    |
| 平均高温 °C（°F）               | 6.8 (44.2)                      | 8.4 (47.1)                      | 12.4 (54.3)                     | 15.3 (59.5)                     | 19.8 (67.6)                     | 23.6 (74.5)                     | 26.7 (80.1)                     | 26.3 (79.3)                     | 22 (72)                         | 17.1 (62.8)                     | 10.8 (51.4)                     | 7.4 (45.3)                      | 16.4 (61.5)                     |
| 日均气温 °C（°F）               | 3.2 (37.8)                      | 4.3 (39.7)                      | 7.4 (45.3)                      | 10 (50)                         | 14.3 (57.7)                     | 17.8 (64.0)                     | 20.4 (68.7)                     | 20 (68)                         | 16.3 (61.3)                     | 12.6 (54.7)                     | 7.1 (44.8)                      | 4.1 (39.4)                      | 11.5 (52.7)                     |
| 平均低温 °C（°F）               | −0.4 (31.3)                     | 0.1 (32.2)                      | 2.4 (36.3)                      | 4.6 (40.3)                      | 8.8 (47.8)                      | 12 (54)                         | 14.2 (57.6)                     | 13.8 (56.8)                     | 10.7 (51.3)                     | 8 (46)                          | 3.3 (37.9)                      | 0.7 (33.3)                      | 6.5 (43.7)                      |
| 历史最低温 °C（°F）             | −25.6 (−14.1)                   | −22.5 (−8.5)                    | −13.9 (7.0)                     | −7.4 (18.7)                     | −3.9 (25.0)                     | −0.6 (30.9)                     | 2.9 (37.2)                      | 1.1 (34.0)                      | −2.6 (27.3)                     | −6.2 (20.8)                     | −10.6 (12.9)                    | −18.6 (−1.5)                    | −25.6 (−14.1)                   |
| 平均降水量 mm（）               | 36.6 (1.44)                     | 28.2 (1.11)                     | 36.7 (1.44)                     | 61.3 (2.41)                     | 91.6 (3.61)                     | 78.3 (3.08)                     | 64 (2.5)                        | 70.4 (2.77)                     | 75.7 (2.98)                     | 71.8 (2.83)                     | 63.1 (2.48)                     | 40.5 (1.59)                     | 718.2 (28.28)                   |
| 月均日照時數                    | 85.6                            | 108.8                           | 159.3                           | 182.4                           | 212.9                           | 239.5                           | 273.1                           | 251.4                           | 187.3                           | 133.5                           | 83.5                            | 67.9                            | 1,985.2                         |
| 来源：infoclimat.fr             |                                 |                                 |                                 |                                 |                                 |                                 |                                 |                                 |                                 |                                 |                                 |                                 |                                 |

## 行政区划
维拉尔是法国奥弗涅-罗讷-阿尔卑斯大区卢瓦尔省的一个市镇，编号为42330。维拉尔隶属于圣艾蒂安区、卢瓦尔省第一选区以及圣艾蒂安第四县，同时也是圣艾蒂安都会区的组成部分。
维拉尔市镇被划为五个街区，并实行街区自治制度。
法国国家统计与经济研究所（简称）在进行数据统计时，将维拉尔及相邻的另外31个市镇设为圣艾蒂安城市核心区，并将包括核心区在内的周边共117个市镇划为圣艾蒂安城市区。自2020年起，圣艾蒂安城市区被包含105个市镇的圣艾蒂安城市辐射区代替。此外，还将维拉尔市镇分为了4个“块区”（IRIS），以便于统计人口分布情况。

## 交通

### 公路
A72高速公路途径维拉尔境内并设有10号出入口，可连接圣艾蒂安绕城公路西段及北段，此外多条卢瓦尔省省道在维拉尔境内交汇。
2018年，82.7%的维拉尔家庭拥有至少一辆私人汽车。2019年，维拉尔境内共发生各类交通事故1起，造成4人受伤。
| 10 | 1.6 |

| 圣艾蒂安 | 7 |

| 菲尔米尼 | 14 |

| 昂德雷济约 | 13 |

### 铁路
维拉尔位于莫雷－里昂铁路上，该铁路未在维拉尔境内设立站点。距离维拉尔最近的运营中的客运铁路车站为3公里外的圣艾蒂安平台站，该站停靠往返于圣艾蒂安和罗阿讷一线的区域列车。

### 航空
距离维拉尔最近的民用航空站为里昂圣埃克絮佩里机场，距离维拉尔市中心的公路里程约81公里。

### 城市公共交通
维拉尔是圣艾蒂安城市公共交通（商业名称为）的服务范围，后者是圣艾蒂安都会区的城市公共交通系统。截至2022年5月，该系统共包括数十条公交线路，其中公交12路、16路和17路经过维拉尔市区。

## 政治

### 市政内阁
维拉尔的现任市长为若尔当·达席尔瓦先生（Jordan DA SILVA），他是一名右翼无党派人士，在2020年的市政选举中获得了59.24%的支持率。
| 维拉尔历届市长 | 维拉尔历届市长                  | 维拉尔历届市长    |
| 任期           | 市长                            | 党派              |
| -------------- | ------------------------------- | ----------------- |
| 1945年－1947年 | François BINET 弗朗索瓦·比内    | 不详              |
| 1947年－1960年 | Georges GILLIER 乔治·吉利耶     | 不详              |
| 1960年－1975年 | Louis BERNICHON 路易·贝尔尼雄   | 不详              |
| 1975年－1977年 | Fernand BOST 费尔南·博斯特      | 不详              |
| 1977年－2007年 | Hubert POUQUET 于贝尔·普凯      | DVD右翼无党派人士 |
| 2007年－2018年 | Paul CELLE 保罗·塞勒            | DVD右翼无党派人士 |
| 2018年－       | Jordan DA SILVA 若尔当·达席尔瓦 | DVD右翼无党派人士 |

### 各级选举
| 维拉尔历届投票选举结果 | 维拉尔历届投票选举结果 | 维拉尔历届投票选举结果 | 维拉尔历届投票选举结果 | 维拉尔历届投票选举结果         | 维拉尔历届投票选举结果 | 维拉尔历届投票选举结果 | 维拉尔历届投票选举结果         | 维拉尔历届投票选举结果 | 维拉尔历届投票选举结果 |
| 选举项目               | 选举范围               | 选区单位               | 选举结果               | 选举结果                       | 选举结果               | 选举结果               | 选举结果                       | 选举结果               | 参考资料               |
| 选举项目               | 选举范围               | 选区单位               | 第一轮胜出者           | 第一轮胜出者                   | 支持率                 | 第二轮胜出者           | 第二轮胜出者                   | 支持率                 | 参考资料               |
| ---------------------- | ---------------------- | ---------------------- | ---------------------- | ------------------------------ | ---------------------- | ---------------------- | ------------------------------ | ---------------------- | ---------------------- |
| 2017年法國總統選舉     | 法國                   | 市镇                   |                        | 埃马纽埃尔·马克龙              | 27.94%                 |                        | 埃马纽埃尔·马克龙              | 70.07%                 | [ 19 ]                 |
| 2017年法国立法选举     | 卢瓦尔省第一选区       | 市镇                   |                        | 马佳丽·维亚隆                  | 32.27%                 |                        | 雷吉·华尼科                    | 52.17%                 | [ 19 ]                 |
| 2019年欧洲议会选举     | 法國                   | 市镇                   |                        | 娜塔莉·卢瓦索                  | 22.91%                 | （不适用）             | （不适用）                     | （不适用）             | [ 21 ]                 |
| 2021年法国省级选举     | 卢瓦尔省               | 县                     |                        | 若尔当·达席尔瓦 玛丽-若·佩雷兹 | 43.91%                 |                        | 若尔当·达席尔瓦 玛丽-若·佩雷兹 | 57.24%                 | [ 22 ]                 |
| 2021年法国省级选举     | 卢瓦尔省               | 市镇                   |                        | 若尔当·达席尔瓦 玛丽-若·佩雷兹 | 52.87%                 |                        | 若尔当·达席尔瓦 玛丽-若·佩雷兹 | 63.92%                 | [ 22 ]                 |
| 2021年法国大区选举     |                        | 市镇                   |                        | 洛朗·沃基耶                    | 41.91%                 |                        | 洛朗·沃基耶                    | 51.42%                 | [ 23 ]                 |
| 2022年法国总统选举     | 法國                   | 市镇                   |                        | 埃马纽埃尔·马克龙              | 28.65%                 |                        | 埃马纽埃尔·马克龙              | 59.33%                 | [ 19 ]                 |

## 人口
2018年，维拉尔市镇人口数量为7,952，在法国排名第1,318位。其中男性3,756人，女性4,196人，75岁及以上人口占8.6%，外籍人口数量为1,475人，人口密度为1,390人/平方公里，当地居民被称为。2019年，维拉尔境内出生82人，死亡人口66人。
| 维拉尔1901年－2019年人口变化情况 |
|                                  |
| 数据来源：Cassini、INSEE         |

## 经济
维拉尔是圣艾蒂安的一个近郊卫星城。截止2022年5月，维拉尔市镇范围内共有各类用人单位（包含自雇）797家，平均历史为15年，其中99.34%为中小型企业（PME），2022年3月至5月间，当地的经济活力指数为1.25%。（城际公路货运）、（财会）及（汽修）是当地2020年营业额最高的三个企业，分别为2,201,997欧元2,039,525欧元和1,473,032欧元。

## 财政与居民收入
2020年，维拉尔的财政收入总额为8,097,340欧元，财政支出总额为7,778,080欧元，当年的债务总额为6,722,140欧元。2021年，维拉尔共获得618,696欧元的国家财政补助，比上一年减少了2.91%。
2019年，维拉尔的人均月收入总额为2,304欧元，其中高级职员为3,785欧元，低于法国平均水平（4,230欧元）；中级职员为2,387欧元，低于法国平均水平（2,411欧元）；普通职员为1,778欧元，高于法国平均水平（1,740欧元）。
2018年，维拉尔境内的青壮年（15至64岁）失业率为10%，当地57.6%的家庭拥有纳税资格，平均纳税2,666欧元，低于法国平均水平（3,910欧元）。

## 社会事务

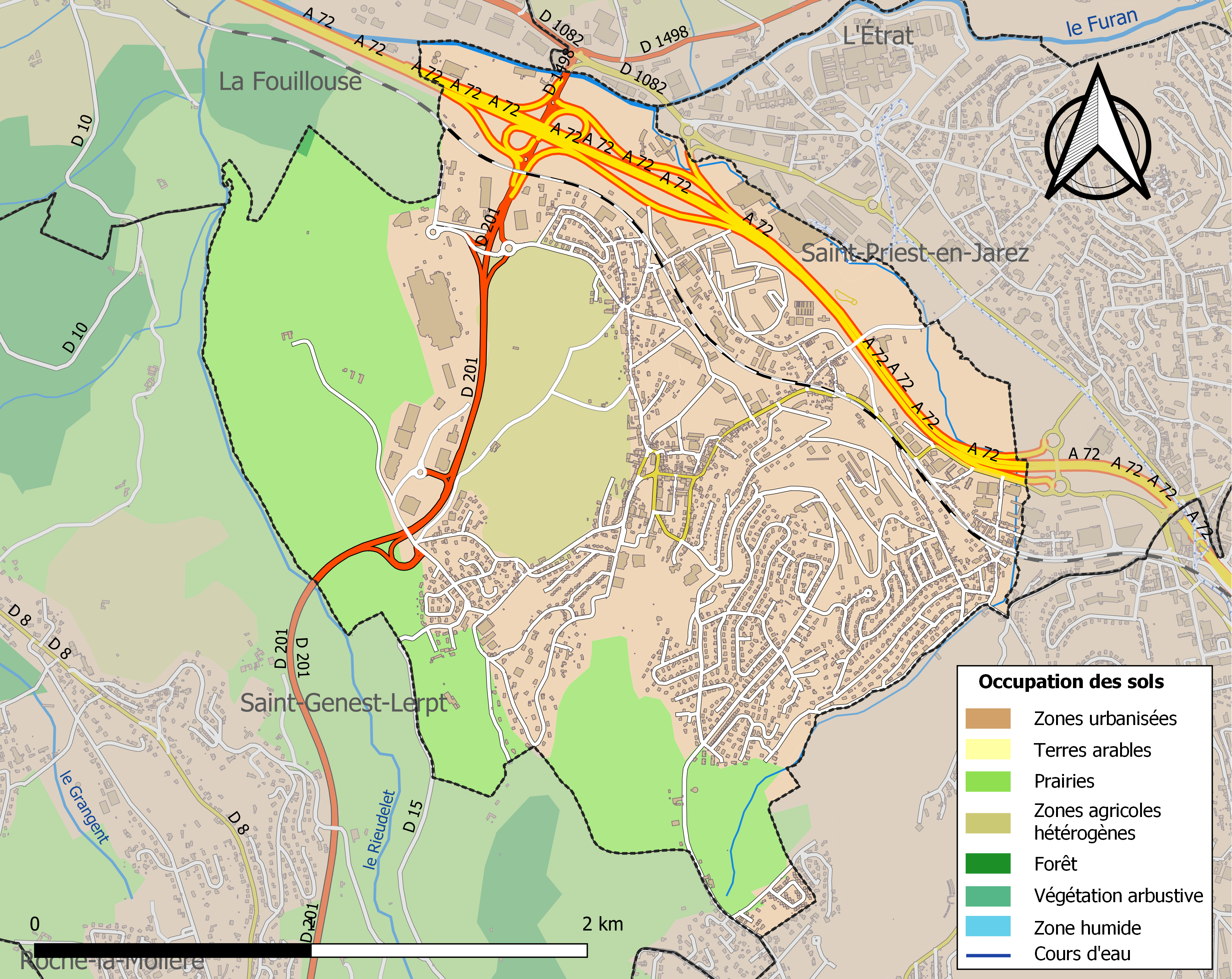
维拉尔土地利用情况地图

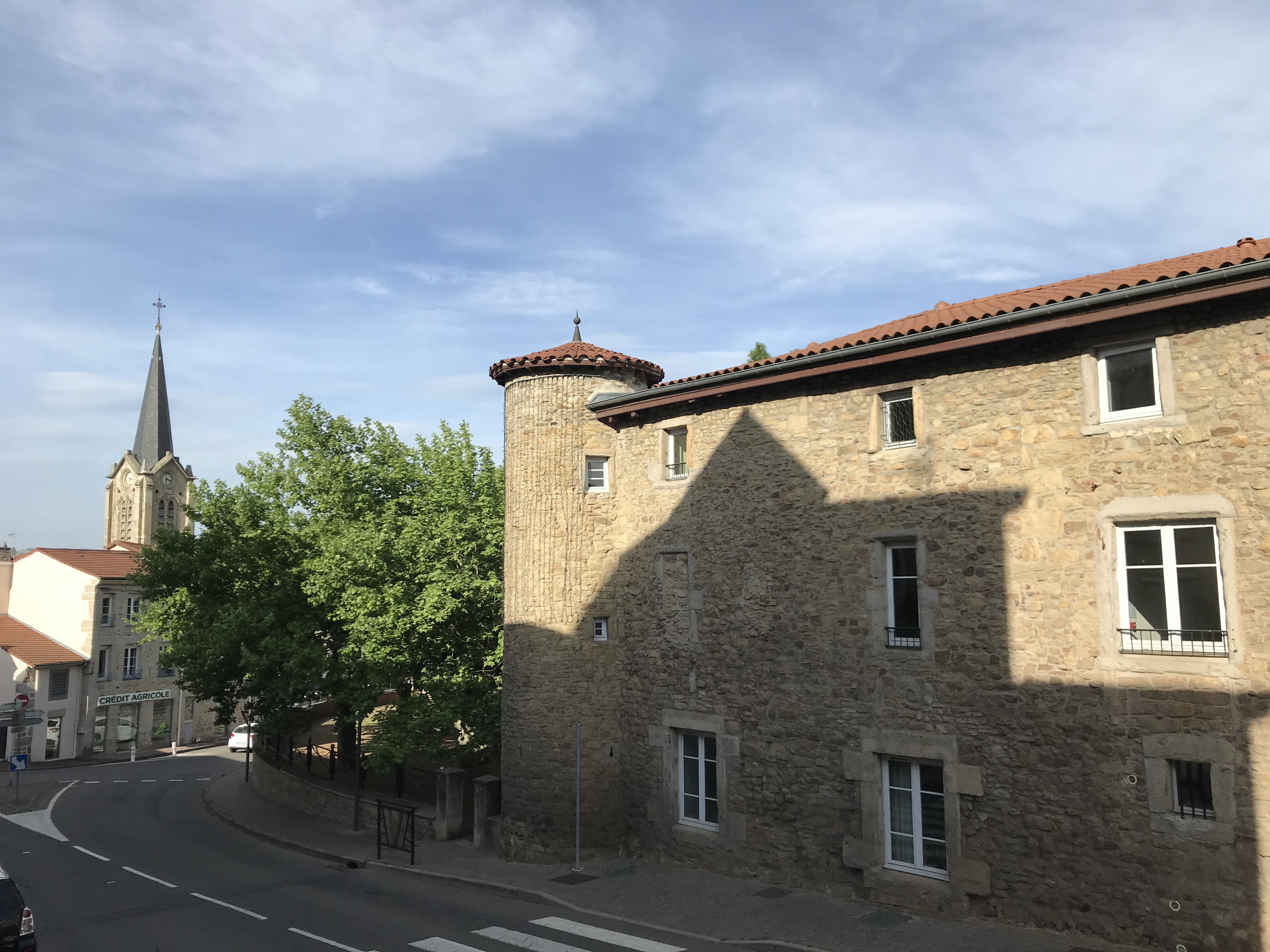
维拉尔镇中心

### 教育
维拉尔属于里昂学区。截止2020年1月1日，维拉尔境内共有4所幼儿园、3所小学和1所农业高中。

### 医疗
截止2020年1月1日，维拉尔境内共有全科医生7名、保健师12名、牙医5名、护士17名和助产士1名。境内共有药房3家、养老院1家。
维拉尔是圣艾蒂安大学中心医院的服务范围，后者是法国的一个区域性医疗机构，其主病区“圣艾蒂安北医院”（Saint-Étienne Hôpital Nord）位于雅雷地区圣普列斯特境内，距离维拉尔市区的正常车程约6分钟，该院设有床位1,276个，是当地规模最大的公立综合性医院。

### 住房
2018年，维拉尔境内共有各类住房3,796套，其中40.2%为独立式居民区，57.6%为集中式居民区。常住房屋占维拉尔市镇范围内居民建筑总量的93.1%。
在住房保障政策方面，2020年，维拉尔境内共有413户家庭获得了住房经济补助，受益人数占总人口数量的5.2%，其中365份为房租补助。

### 商业
2019年，维拉尔境内共有各类实体商铺175家，其中餐厅17家、大型超市2家、杂货店2家、面包房7家、肉铺1家、书店2家、装饰品店2家、银行门店3家、美容美发店14家、汽车维修店11家。市区北部建有集中式商业中心，其主体商场为欧尚。

### 体育
2020年，维拉尔境内共有2间体育馆、1座综合体育场、11处网球场、3处足球或橄榄球场以及2处篮球或排球场。
截至2022年5月，维拉尔境内共有两家注册足球俱乐部。维拉尔体育联盟（U.S Villars，编号527379）是当地的代表性足球队，其主队2022至2023赛季参加奥弗涅-罗讷-阿尔卑斯大区足球联赛丙组（法国第八级别），其主场为维拉尔综合体育中心（Stade Complexe Sportif Villars）。

### 环境
维拉尔的环境事务由其所属的圣艾蒂安都会区负责。2019年，维拉尔境内共有3家污染企业。

### 治安
维拉尔所在地是圣艾蒂安警区（zone police de Saint Etienne）的管辖范围。2020年，该警区辖区内共7个市镇累计发生各类案件13,685起，其中盗窃类案件8,085起，经济类案件1,655起，毒品交易类案件787起。

## 文化

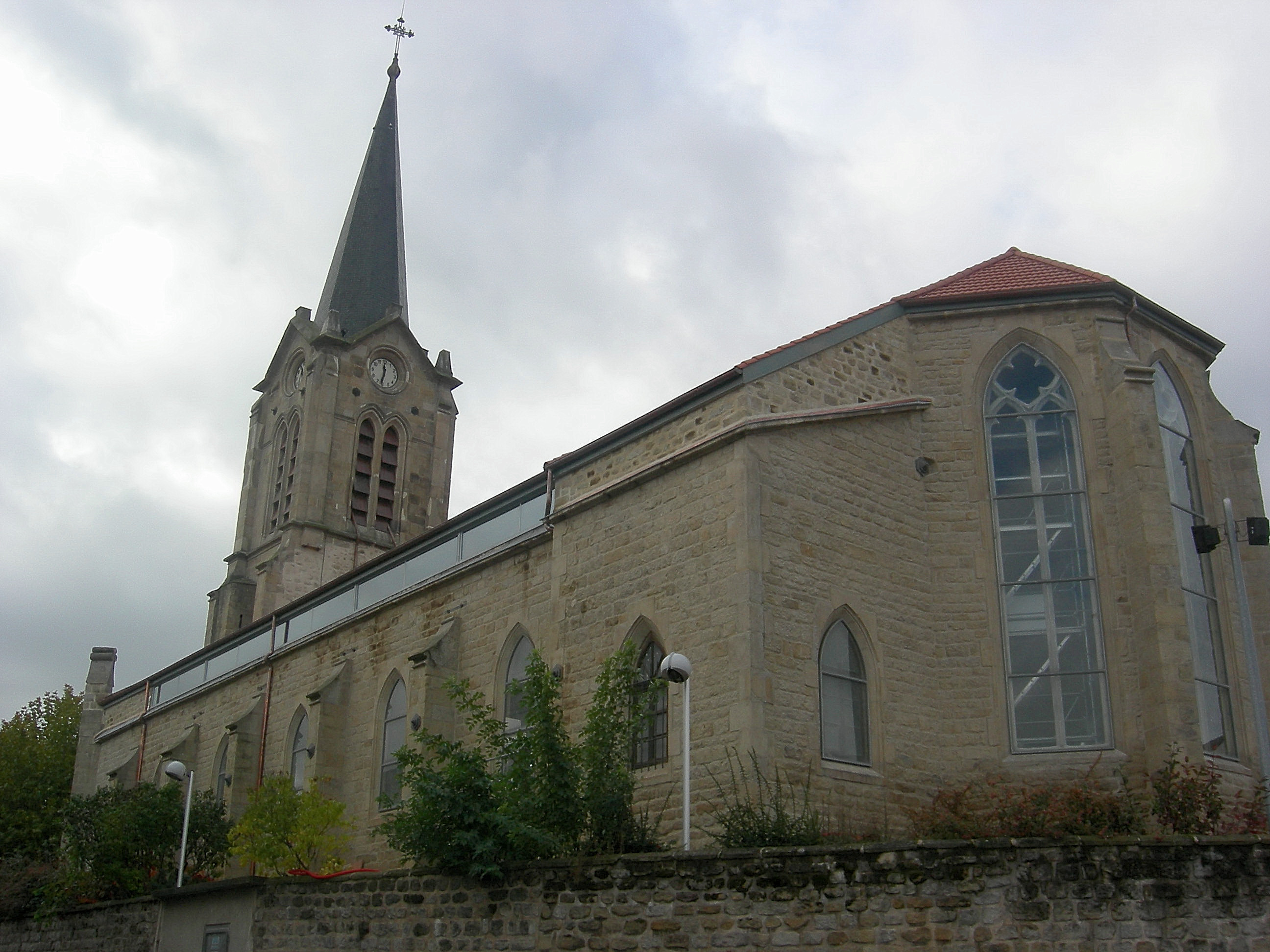
维拉尔圣洛朗教堂

2020年，维拉尔境内暂无任何文化设施。维拉尔市政府提供多媒体中心，向公众全年开放。

### 建筑
维拉尔境内有多处历史建筑，其中维拉尔圣洛朗教堂是当地的地标性建筑物。

### 旅游
维拉尔的旅游事务由其所属的圣艾蒂安都会区负责。2021年，维拉尔境内共有3家酒店共计233间房间。

### 媒体
法国主要的媒体均可在维拉尔接收，法国电视三台下属的奥弗涅-罗讷-阿尔卑斯大区频道在部分时段播出维拉尔所属区域的地方新闻。《进步报》、蓝色法兰西圣艾蒂安广播、Scoop广播、卢瓦尔省电视台等为当地主要的地方性媒体。

## 友好城市
截至2022年5月，维拉尔共与两座城市互为友好城市关系：
- 德国 哈尔伯施塔特
- 西班牙 托雷登瓦拉